# Praha-Zbraslav (nádraží)
Praha-Zbraslav je železniční stanice s výpravní budovou na adrese Závist 1157. Leží na železniční trati Praha – Vrané nad Vltavou – Čerčany/Dobříš a jedná se o poslední (z opačné strany první) pražskou zastávku této tratě. Nachází se v Praze-Zbraslavi. Přestup na autobus zařizují linky 139, 246, 917 a v budoucnu i linka 242. V roce 2013 byl ve stanici byl ukončen pokladní prodej jízdenek.

## Historie

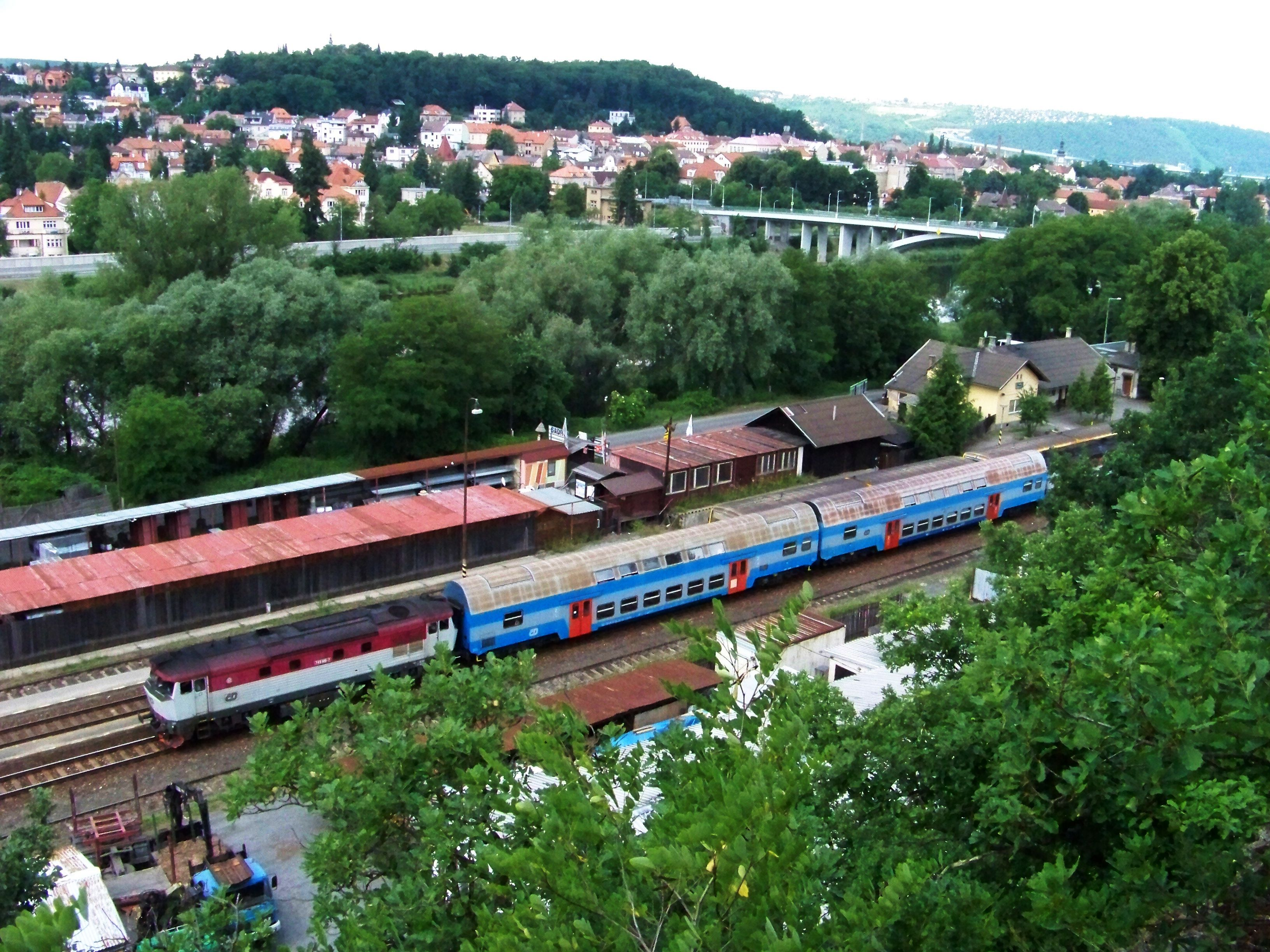
Stanice Praha-Zbraslav

Železniční stanice je v provozu od roku 1897. Její původní název byl „Zbraslav“, od roku 1898 „Zbraslav - Závist“ a od roku 1937 opět „Zbraslav“. Dva roky po připojení Města Zbraslav k Praze (1974) byla stanice přejmenována na současné „Praha - Zbraslav“.
V roce 2002 byla budova poničena povodněmi. Z celkového počtu 4 kolejí jsou dvě dopravní a dvě manipulační.

## Turismus
Přes Zbraslavské nádraží vedou turistické značené trasy  0001 z Berouna na Kutnohorsko,  1013 do Písnice,  1035 do Jarova,  3036 do Dolních Břežan a  6078 z Dolních Břežan a Točné do Károvského údolí přes Oppidum na Závisti. Turisté mohou také využít cyklostezky A2, 8100, Vltavská a EV7.